# Albertosuchus
Albertosuchus es un género extinto de crocodiliano crocodiloide procedente del Cretácico Superior de Canadá. La especie tipo, Albertosuchus knudsenii fue nombrada en 2015 a partir de restos encontrados en la Formación Scollard en la provincia de Alberta. Albertosuchus es el crocodiliano del Cretácico Superior más septentrional hallado en Norteamérica. Albertosuchus carece de la muesca en la boca presente entre los huesos maxilar y premaxilar que es característica de muchos crocodiloides, y también posee una sínfisis mandibular muy corta (que es la conexión entre ambas mitades de la mandíbula). El análisis filogenético indica que es uno de los miembros más basales de Crocodyloidea y un pariente cercano de Arenysuchus del Cretácico Superior de España, aunque la naturaleza fragmentaria del material conocido hace inciertos estos hallazgos.